# Encinal, Texas
Encinal là một thành phố thuộc quận La Salle, tiểu bang Texas, Hoa Kỳ. Năm 2010, dân số của xã này là 559 người.

## Dân số
- Dân số năm 2000: 629 người.
- Dân số năm 2010: 559 người.